# 10014 Шайм
10014 Шайм (10014 Shaim) — астероїд головного поясу, відкритий 26 вересня 1978 року.
Тіссеранів параметр щодо Юпітера — 3,495.